# Pemmo
Pemmo lub Penno (ur. ? – zm. 739) – książę Friuli przez dwadzieścia sześć lat od około 705 do swej śmierci w 739. Był synem Billo z Belluno.
Pemmo przybył do księstwa w czasie, gdy ostatnia wojna domowa spustoszyła kraj. Razem ze swoimi synami wychowywał dzieci spośród arystokratów zabitych podczas wojny. Prowadził również trzy wojny ze Słowianami z Karyntii. Za trzecim razem pokonał ich tak całkowicie, że zawarli traktat pokojowy.
Pemmo spierał się z Callistusem patriarchą Akwilei. Patriarcha nie zgadzał się z biskupem Cividale i usunął go. W odpowiedzi Pemmo aresztował patriarchę. Wtedy król Liutprand uderzył znienacka na Friuli i wyznaczył Ratchisa syna Pemmo na jego miejsce. Pemmo uciekł ze zwolennikami, lecz jego syn zapewnił mu wybaczenie. Pemmo pozostawił dwóch innych synów z Ratpergą: Ratchaita i Aistulfa, który został królem.